# 截头对囊蕨
截头对囊蕨（学名：Deparia truncata）也称截头蛾眉蕨，为蹄盖蕨科对囊蕨属下的一个种。